# Wildbach

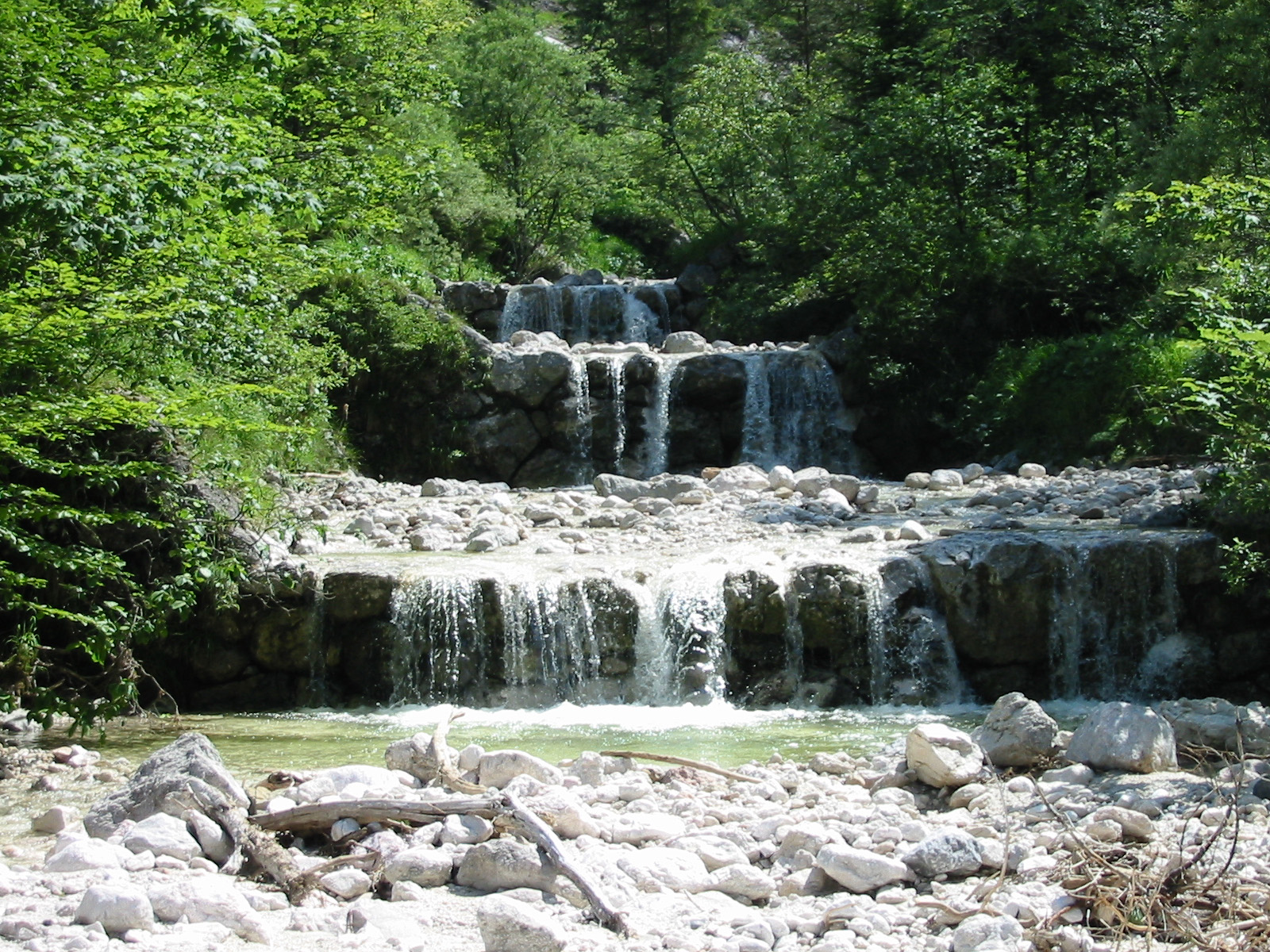
Der Weißbach

Ein Wildbach ist ein steiler Gebirgsbach, der manchmal stark anschwillt und große Mengen an Gesteinsschutt, Geschiebe, Erdreich, Holz oder ganze Baumstämme mit sich führt. Hauptcharakteristika von Wildbächen im Alpenraum sind das starke Gefälle und durch die Schneeschmelze und heftige Gewitter innerhalb kurzer Zeit stark variierende Abflussmengen. Wildbäche kommen seltener auch im hügeligen Flachland vor. Dort treten sie an steilen Hügelflanken auf. Sie überwinden typischerweise keine große Höhendifferenz, aber weisen dafür häufig ein größeres Einzugsgebiet als Gebirgsbäche auf.
Wildbäche können grob in drei Abschnitte unterteilt werden. Im Sammeltrichter an den Berghängen sammelt sich das Wasser und erodiertes Erdreich und Steingeschiebe. Durch eine Abflussrinne fließt es anschließend in hoher Geschwindigkeit in den Schwemmfächer, wo sich das Geschiebe ablagert.
In Österreich ist ein Wildbach im § 99 Forstgesetz wie folgt definiert:

„Ein Wildbach im Sinne dieses Bundesgesetzes ist ein dauernd oder zeitweise fließendes Gewässer, das durch rasch eintretende und nur kurze Zeit dauernde Anschwellungen Feststoffe aus seinem Einzugsgebiet oder aus seinem Bachbett in gefahrdrohendem Ausmaße entnimmt, diese mit sich führt und innerhalb oder außerhalb seines Bettes ablagert oder einem anderen Gewässer zuführt.“

## Gefahren

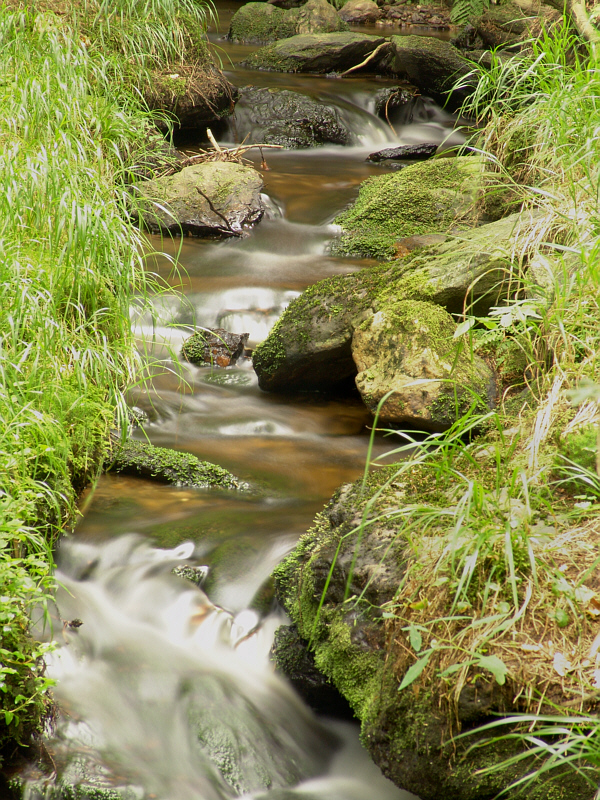
Muglbach im Oberpfälzer Wald

Durch das von einem Wildbach transportierte Material können große Gefahren für Menschen, Tiere und Kulturland entstehen:
- Starke Erosion – Eintiefung des Bachbettes
- Nachfolgend eventuelle Rutschungen
- Gefährdung des Berg- und Schutzwaldes
- Bildung eines Tobels
- Auslösung einer Mure
- Verlegung (Verklausung) eines engen Bereichs und Aufstau – Gefährdung von Siedlungen beim Entleeren
- Übermäßige Ablagerung von Schutt, Geschiebe und Grobkies – teilweise auch weiter talwärts am Schutt- oder Schwemmkegel
- Dadurch mögliche Verlegung des Bachbetts

Gegen einige dieser Gefahren hilft eine Wildbachverbauung als technischer Hochwasserschutz.
Verantwortlich ist meist eine Fach- oder Forstabteilung der Region, in Österreich die Wildbach- und Lawinenverbauung. In der Schweiz werden Wildbachkorrekturen und -verbauungen durch das Bundesgesetz über den Wasserbau bestimmt und vom Bundesamt für Wasser und Geologie koordiniert.